# Венера Бельведерская
Венера Бельведерская — скульптура Венеры, римская копия Афродиты Праксителя.

## История и описание
Первая из появившихся в Ватиканских музеях скульптур Венеры (Афродиты), упоминается в документе 1536 года как подарок папе Павлу III от губернатора Рима.
Своё нынешнее название, предположительно, приобрела от Бельведерского дворца в Ватикане, где первоначально размещалась. По просьбе французского короля Франциска I была отлита бронзовая копия этой статуи. Римским папой Григорием XIV скульптура была помещена в хранилище и долгое время не показывалась публике. Затем была выставлена в музее Пия-Климента, который находится на территории ватиканского Бельведерского дворца (инвентарный № 4260). Высота скульптуры составляет 185 см (вместе с основанием — 211 см).
В 2007 году Венера Бельведерская была представлена в Лувре на выставке, посвященной творчеству Праксителя.
Обнажённая богиня изображена опирающейся на правую ногу и левой рукой — на некую опору, где висит её пеплос. Волосы на голове убраны в аккуратную причёску. Правой рукой прикрывает свои гениталии. Слева у её ног стоит амфора.